# De Groene Tente
De Groene Tente is een heemkundig museum het West-Vlaamse dorp Dudzele, nabij Brugge.

## Geschiedenis van het museum
Na jarenlange voorbereidingen, van het verzamelen van voorwerpen en documenten, en het oppoetsen en opknappen ervan, kon men met de Kermis van 1986 de deuren openen van het Dudzeels Museum “De Groene Tente”, gelegen Sint-Lenardsstraat 47, op de bovenverdieping van het Amaat Vynckehuis. In dit huis woonde Amaat Vyncke van 1877 tot 1881, toen hij onderpastoor van Dudzele was. De naam van het museum is door Vyncke zelf ingegeven, en sloeg op een imposante notelaar in de tuin. 
Nadat einde 2004 gebleken was dat het bestaande gebouw onveilig was, werd uitgekeken naar een nieuwe locatie. Samen met het stadsbestuur van Brugge werd een oplossing gevonden. Op 4 augustus 2006 werd de nieuwe “Groene Tente” opengesteld voor het publiek; het is gelegen op het einde van de dreef naar de sportvelden in de Amaat Vynckestraat te Dudzele.

## Indeling van het museum
Inkom en trapzaal:
- situering, de stichters, foto's

Zaal 1:

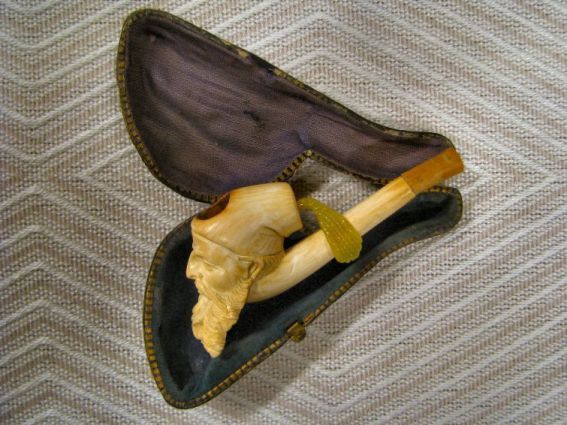
Pijpje in ivoor van Amaat Vyncke

- archeologie: grondplan, archeologie en toponymie, opgegraven voorwerpen, aardewerk, stenen en andere vondsten, Dudzeelse hoeven
- Dudzele: foto's van het oude Dudzele, geschiedenis van scholen, gemeente en parochie, personaliteiten, Amaat Vyncke, de kerk, Sint-Lenaart
- oude beroepen: ambachten en neringen, gebruiksvoorwerpen, gereedschappen, licht en vuur

Zaal 2:
- verenigingsleven: het ontspanningsleven, gilden en maatschappijen, foto's, kentekens, medailles, geschriften